# Short track na Zimowych Igrzyskach Olimpijskich 2018 – 1000 m mężczyzn
Bieg na 1000 m mężczyzn rozgrywany w ramach short tracku na Zimowych Igrzyskach Olimpijskich 2018 odbył się w dniach 13 – 17 lutego w Gangneung Ice Arena w Gangneung.
Mistrzem olimpijskim został Kanadyjczyk Samuel Girard, na drugim miejscu uplasował się Amerykanin John-Henry Krueger, a brąz przypadł Seo Yira z Korei Południowej.

## Terminarz
| Data      | Konkurencja  | Godzina rozpoczęcia | Godzina rozpoczęcia |
| Data      | Konkurencja  | UTC+09:00           | CET                 |
| --------- | ------------ | ------------------- | ------------------- |
| 13 lutego | Eliminacje   | 19:26               | 11:26               |
| 17 lutego | Ćwierćfinały | 19:44               | 11:44               |
| 17 lutego | Półfinały    | 20:43               | 12:43               |
| 17 lutego | Finał        | 21:21               | 13:21               |

## Wyniki

### Eliminacje
| Miejsce | Grupa | Zawodnik              | Reprezentacja                | Czas     | Uwagi |
| ------- | ----- | --------------------- | ---------------------------- | -------- | ----- |
| 1.      | 1     | John-Henry Krueger    | Stany Zjednoczone            | 1:25.913 | Q     |
| 2.      | 1     | Farrell Treacy        | Wielka Brytania              | 1:26.762 | Q     |
| 3.      | 1     | Ryosuke Sakazume      | Japonia                      | DNF      | ADV   |
|         | 1     | Shaoang Liu           | Węgry                        |          | DSQ   |
| 1.      | 2     | Lim Hyo-jun           | Korea Południowa             | 1:23.971 | Q     |
| 2.      | 2     | Kazuki Yoshinaga      | Japonia                      | 1:24.030 | Q     |
| 3.      | 2     | Charle Cournoyer      | Kanada                       | 1:24.051 |       |
| 4.      | 2     | Daan Breeuwsma        | Holandia                     | 1:24.429 |       |
| 1.      | 3     | Samuel Girard         | Kanada                       | 1:23.894 | Q     |
| 2.      | 3     | Siemion Jelistratow   | Olimpijscy sportowcy z Rosji | 1:23.979 | Q     |
| 3.      | 3     | Keita Watanabe        | Japonia                      | 1:24.078 |       |
| 4.      | 3     | Nurbergen Żumagazijew | Kazachstan                   | 1:24.271 |       |
| 1.      | 4     | Sjinkie Knegt         | Holandia                     | 1:23.823 | Q     |
| 2.      | 4     | Thibaut Fauconnet     | Francja                      | 1:24.381 | Q     |
| 3.      | 4     | Roberts Zvejnieks     | Łotwa                        | 1:26.408 | ADV   |
|         | 4     | Ren Ziwei             | Chińska Republika Ludowa     |          | DSQ   |
| 1.      | 5     | Charles Hamelin       | Kanada                       | 1:23.407 | Q,    |
| 2.      | 5     | Wu Dajing             | Chińska Republika Ludowa     | 1:23.463 | Q     |
| 3.      | 5     | Sébastien Lepape      | Francja                      | 1:23.489 |       |
| 4.      | 5     | Aleksander Szulginow  | Olimpijscy sportowcy z Rosji | 1:31.133 |       |
| 1.      | 6     | Itzhak de Laat        | Holandia                     | 1:24.639 | Q     |
| 2.      | 6     | Seo Yi-ra             | Korea Południowa             | 1:24.734 | Q     |
| 3.      | 6     | Tommaso Dotti         | Włochy                       | 1:25.369 |       |
|         | 6     | Han Tianyu            | Chińska Republika Ludowa     |          | DSQ   |
| 1.      | 7     | Hwang Dae-heon        | Korea Południowa             | 1:24.457 | Q     |
| 2.      | 7     | Yuri Confortola       | Włochy                       | 1:25.297 | Q     |
| 3.      | 7     | Josh Cheetham         | Wielka Brytania              | 1:26.223 |       |
|         | 7     | Władisław Bykanow     | Izrael                       |          | DSQ   |
| 1.      | 8     | Shaolin Sándor Liu    | Węgry                        | 1:31.547 | Q     |
| 2.      | 8     | Roberto Puķītis       | Łotwa                        | 1:31.635 | Q     |
| 3.      | 8     | J.R. Celski           | Stany Zjednoczone            | 1:31.812 |       |
|         | 8     | Pawieł Sitnikow       | Olimpijscy sportowcy z Rosji |          | DSQ   |

### Ćwierćfinały
| Miejsce | Grupa | Zawodnik            | Reprezentacja                | Czas     | Uwagi |
| ------- | ----- | ------------------- | ---------------------------- | -------- | ----- |
| 1.      | 1     | Seo Yi-ra           | Korea Południowa             | 1:24,053 | Q     |
| 2.      | 1     | Lim Hyo-jun         | Korea Południowa             | 1:24,095 | Q     |
| 3.      | 1     | Thibaut Fauconnet   | Francja                      | 1:24,344 |       |
|         | 1     | Hwang Dae-heon      | Korea Południowa             |          | DSQ   |
| 1.      | 2     | Samuel Girard       | Kanada                       | 1:24,289 | Q     |
| 2.      | 2     | Yuri Confortola     | Włochy                       | 1:24,383 | Q     |
| 3.      | 2     | Itzhak de Laat      | Holandia                     | 1:24,423 |       |
| 4.      | 2     | Kazuki Yoshinaga    | Japonia                      | 1:24,649 |       |
| 1.      | 3     | Siemion Jelistratow | Olimpijscy sportowcy z Rosji | 1:23,893 | Q     |
| 2.      | 3     | Ryosuke Sakazume    | Japonia                      | 1:24,099 | Q     |
| 3.      | 3     | John-Henry Krueger  | Stany Zjednoczone            | 1:24,598 | ADV   |
| 4.      | 3     | Farrell Treacy      | Wielka Brytania              | 1:25,080 |       |
|         | 3     | Sjinkie Knegt       | Holandia                     |          | DSQ   |
| 1.      | 4     | Shaolin Sándor Liu  | Węgry                        | 1:24,012 | Q     |
| 2.      | 4     | Charles Hamelin     | Kanada                       | 1:24,015 | Q     |
| 3.      | 4     | Roberto Puķītis     | Łotwa                        | 1:24,022 |       |
| 4.      | 4     | Roberts Zvejnieks   | Łotwa                        | 1:24,306 |       |
|         | 4     | Wu Dajing           | Chińska Republika Ludowa     |          | DSQ   |

### Półfinały
- QA – awans do finału A
- QB – awans do finału B

| Miejsce | Grupa | Zawodnik            | Reprezentacja                | Czas     | Uwagi |
| ------- | ----- | ------------------- | ---------------------------- | -------- | ----- |
| 1.      | 1     | Lim Hyo-jun         | Korea Południowa             | 1:26,463 | QA    |
| 2.      | 1     | Shaolin Sándor Liu  | Węgry                        | 1:26,488 | QA    |
| 3.      | 1     | Yuri Confortola     | Włochy                       | 1:26,626 | QB    |
| 4.      | 1     | Siemion Jelistratow | Olimpijscy sportowcy z Rosji | 1:26,773 | QB    |
| 1.      | 2     | John-Henry Krueger  | Stany Zjednoczone            | 1:24,187 | QA    |
| 2.      | 2     | Seo Yi-ra           | Korea Południowa             | 1:24,252 | QA    |
| 3.      | 2     | Ryosuke Sakazume    | Japonia                      | 1:24,317 | QB    |
| 4.      | 2     | Samuel Girard       | Kanada                       | 1:25,102 | ADV   |
|         | 2     | Charles Hamelin     | Kanada                       |          | DSQ   |

### Finał

#### Finał B
| Miejsce | Zawodnik            | Reprezentacja                | Czas     | Uwagi |
| ------- | ------------------- | ---------------------------- | -------- | ----- |
| 1.      | Ryosuke Sakazume    | Japonia                      | 1:27,522 |       |
| 2.      | Siemion Jelistratow | Olimpijscy sportowcy z Rosji | 1:27,621 |       |
| 3.      | Yuri Confortola     | Włochy                       | 1:27,712 |       |

#### Finał A
| Miejsce | Zawodnik           | Reprezentacja     | Czas     | Uwagi |
| ------- | ------------------ | ----------------- | -------- | ----- |
| 1.      | Samuel Girard      | Kanada            | 1:24,650 |       |
| 2.      | John-Henry Krueger | Stany Zjednoczone | 1:24,864 |       |
| 3.      | Seo Yi-ra          | Korea Południowa  | 1:31,619 |       |
| 4.      | Lim Hyo-jun        | Korea Południowa  | 1:33,312 |       |
|         | Shaolin Sándor Liu | Węgry             |          | DSQ   |